# Ernst August Wilhelm Blanke
Ernst August Wilhelm Blanke (* 10. Dezember 1932 in Bischmisheim; † 27. Oktober 2022 in Wachtberg) war ein deutscher Jurist und Ministerialdirigent a. D.

## Leben
Ernst August Wilhelm Blanke promovierte im Jahr 1960 an der rechts- und staatswissenschaftlichen Fakultät der Universität Bonn über Die subjektiven Rechtfertigungselemente. Während seines Studiums trat er der christlichen Studentenverbindung Wingolf bei, zunächst in Bonn, anschließend in München.
Beruflich schlug er die Beamtenlaufbahn ein und war die längste Zeit Ministerialrat bzw. Ministerialdirigent im Bundesministerium für Bildung und Wissenschaft. Als „Geburtshelfer des BAföG“ begleitete er die Entwicklung des Bundesausbildungsförderungsgesetzes von der Vorbereitung 1968 bis zu seiner Pensionierung im Jahr 1997 – unbeeinflusst von Wechseln auf Ministerebene. Die Mitwirkung an der Kommentierung verschaffte ihm nach eigener Aussage einen zusätzlichen tiefen Einblick in die Auswirkungen rechtlicher Regelungen auf den Lebensalltag. Auch nach seinem Ausscheiden aus dem Staatsdienst widmete er sich dem Thema und veröffentlichte weiterhin Kommentare, zuletzt im Mai 2014.
Neben der Arbeit engagierte sich Blanke unter anderem in der Evangelischen Kirche in Deutschland, beispielsweise als Mitglied der Arbeitsgruppe Konfirmandenarbeit in der Kammer der EKD für Bildung und Erziehung.

## Veröffentlichungen
- Ausbildungsförderung und Unterhaltsrecht. In: Zeitschrift für das gesamte Familienrecht. 1969, S. 394–400.
- mit Friedrich Rothe: Ausbildungsförderungsgesetz. Erstes Gesetz über individuelle Förderung der Ausbildung. Textausgabe mit erläuternder Einführung und ergänzenden Rechtsvorschriften. Verlag Kohlhammer, Stuttgart 1969.
- Zur Anrechnungsfreistellung eigenen Vermögens gem BAföG § 29 Abs 3. In: Zeitschrift für das gesamte Familienrecht. 1992, S. 240–241.
- Albert von Mutius (Hrsg.) mit Willi Albers, Ernst August Blanke, Andreas Brickwell (Mitarbeiter): Ausbildungsförderung und Familienlastenausgleich. Schriftenreihe des Lorenz-von-Stein-Instituts für Verwaltungswissenschaften in Kiel, Kiel 1998.
- BAföG – eine Idee und ihre Gestaltung. Verlag Kohlhammer, Stuttgart 2000, ISBN 3-17-016849-5.
- mit Roland Deres: Ausbildungsförderungsrecht – Vorschriftensammlung mit einer erläuternden Einführung. 38., vollständig überarbeitete und ergänzte Auflage. Verlag Kohlhammer, Stuttgart 2014, ISBN 978-3-17-025037-6.
- mit Friedrich Rothe: Bundesausbildungsförderungsgesetz – Kommentar. 5. Auflage. Verlag Kohlhammer, Stuttgart 2014, ISBN 978-3-17-018012-3.